# Solar edificable

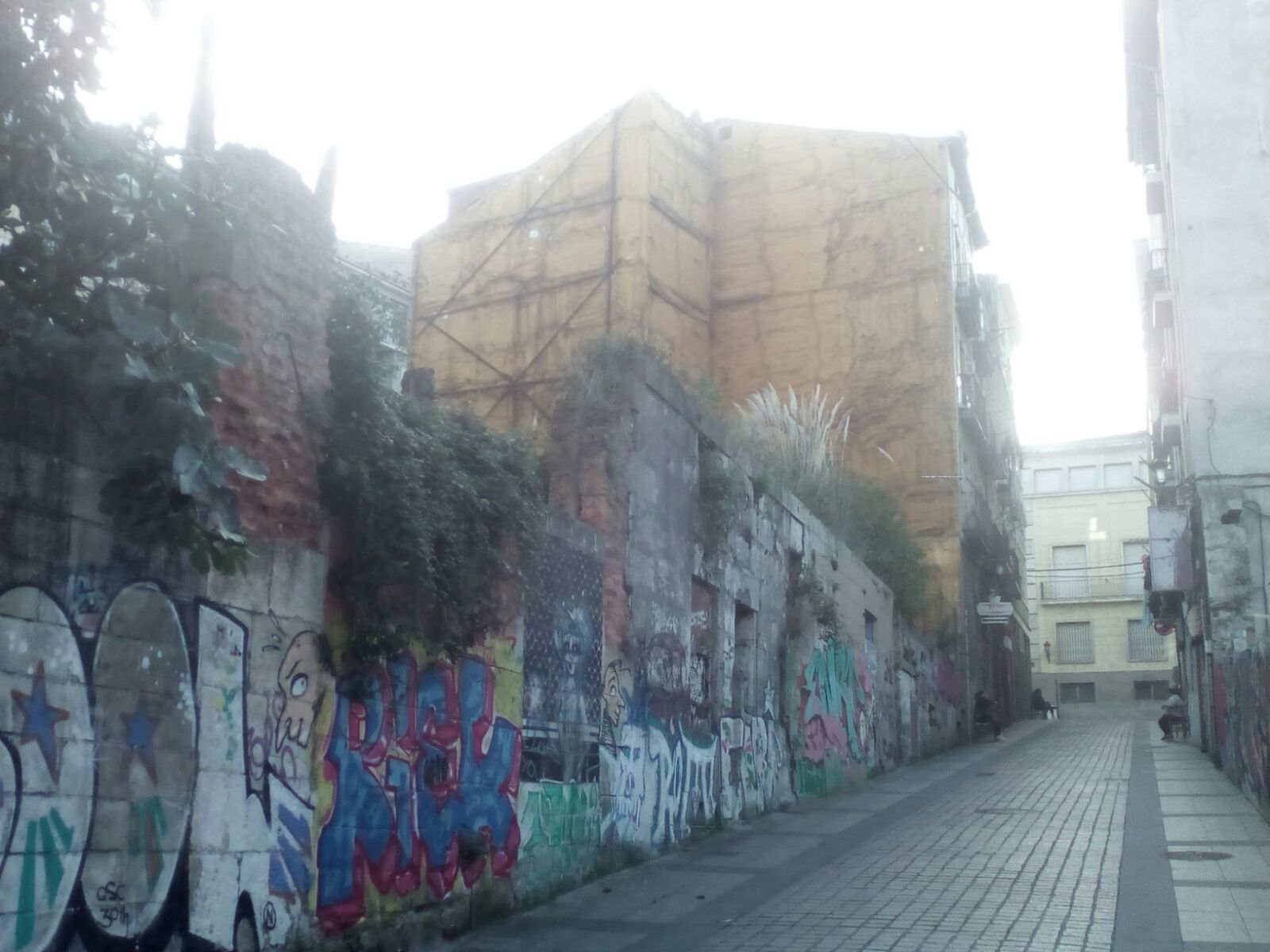
Solares vacíos en Santander (Cantabria, España).

En términos urbanos, solar, solar edificable o vacío, baldío o parcela abierta es un terreno que reúne unas condiciones mínimas para ser edificado y en el que posteriormente su uso pueda desarrollarse adecuadamente. Estas condiciones se refieren fundamentalmente a las dotaciones de agua y energía eléctrica, la evacuación o depuración de aguas residuales, y el acceso rodado.
En el noreste de México se ha documentado el uso del término solar o cerco para referirse al área delimitada por una cerca en la que se encuentran los distintos usos de una vivienda; es decir, para referirse a la delimitación de un terreno sin importar las condiciones de servicios de agua, luz y gas.

## Normativas autonómicas en España
Las características concretas que debe reunir un terreno para ser considerado “solar” se establecen por cada comunidad autónoma sobre la base de estos criterios.

### Castilla y León
Las superficies de suelo urbano legalmente conformadas o divididas, aptas para su uso inmediato conforme a las determinaciones del planeamiento urbanístico vigente, y que cuenten con, acceso por vía urbana, y servicios.
El acceso por vía urbana que cumpla las siguientes condiciones: abierta sobre terrenos de uso y dominio público, señalada como vía pública en algún instrumento de planeamiento urbanístico; transitable por vehículos automóviles, salvo en los centros históricos que delimite el planeamiento urbanístico, y sin perjuicio de las medidas de regulación del tráfico; pavimentada y urbanizada con arreglo a las alineaciones, rasantes y normas técnicas establecidas en el planeamiento urbanístico. 
Los servicios, disponibles a pie de parcela en condiciones de caudal, potencia, intensidad y accesibilidad adecuadas para servir a las construcciones e instalaciones existentes y a las que prevea o permita el planeamiento urbanístico, son los siguientes : abastecimiento de agua potable mediante red municipal de distribución, saneamiento mediante red municipal de evacuación de aguas residuales, suministro de energía eléctrica mediante red de baja tensión, alumbrado público y telecomunicaciones.
Los terrenos clasificados como suelo urbano no consolidado y como suelo urbanizable sólo pueden alcanzar la condición de solar una vez se hayan ejecutado las obras de urbanización necesarias para conectar el sector con los sistemas generales de vías públicas y servicios urbanos y o en su defecto con las vías públicas y los servicios urbanos existentes, o en su caso ampliar o reforzar dichos los sistemas, cuando dicha ampliación o refuerzo resulten necesarios para asegurar el correcto funcionamiento de dichos elementos.

### Castilla-La Mancha
La disposición preliminar primera del TRLOTAU de Castilla-La Mancha, define solar como:
Solar: la parcela ya dotada con los servicios que determine la ordenación territorial y urbanística y, como mínimo, los siguientes:
- Acceso por vía pavimentada, debiendo estar abiertas al uso público, en condiciones adecuadas, todas las vías que lo circunden. No pueden considerarse vías a los efectos de la dotación de este servicio ni las vías perimetrales de los núcleos urbanos, respecto de las superficies de suelo colindantes con sus márgenes exteriores, ni las vías de comunicación de los núcleos entre sí o las carreteras, salvo los tramos de travesía y a partir del primer cruce de ésta con calle propia del núcleo urbano.
- Suministro de agua potable y energía eléctrica con caudal y potencia suficientes para la edificación, construcción o instalación previstas.
- Evacuación de aguas residuales a la red de alcantarillado o a un sistema de tratamiento con suficiente capacidad de servicio. Excepcionalmente, previa autorización expresa y motivada del planeamiento, se permitirá la disposición de fosas sépticas por unidades constructivas o conjuntos de muy baja densidad poblacional.
- Acceso peatonal, encintado de aceras y alumbrado público en, al menos, una de las vías que lo circunden.

### Comunidad Valenciana
Solares: (Concepto según Art. 11 Ley Urbanística Valenciana, 2005)
1. Son solares las parcelas legalmente divididas o conformadas, teniendo características adecuadas para servir de soporte al aprovechamiento que les asigne la ordenación urbanística, estén, además, urbanizadas con arreglo a las alineaciones, rasantes y normas técnicas establecidas por el planeamiento.
2. Para que las parcelas tengan la condición de solar se exigirá su dotación, al menos, con estos servicios:
  1. Acceso rodado hasta ellas por vía pavimentada, debiendo estar abiertas al uso público, en condiciones adecuadas, todas las vías a las que den frente. No justifican la dotación de este servicio ni las rondas perimetrales de los núcleos urbanos, respecto de las superficies colindantes con sus márgenes exteriores, ni las vías de comunicación de dichos núcleos entre sí, salvo en sus tramos de travesía y a partir del primer cruce de ésta con calle propia del núcleo urbano, hacia el interior del mismo.
  2. Suministro de agua potable y energía eléctrica con caudales y potencia suficientes para la edificación prevista.
  3. Evacuación de aguas residuales a la red de alcantarillado. No justifica la dotación de este servicio la evacuación a acequias o fosas sépticas, salvo que el planeamiento autorice estas últimas en casos excepcionales y en condiciones adecuadas, para zonas de muy baja densidad de edificación.
  4. Acceso peatonal de peatones, encintado de aceras y alumbrado público, en al menos, una de las vías a que dé frente la parcela.
3. Las parcelas sujetas a una Actuación Integrada adquieren la condición de solar cuando, además de contar con los servicios expresados en el apartado anterior, tengan ejecutadas las infraestructuras mínimas de integración y conexión de la Actuación con su entorno territorial, aprobadas al programar aquella.